# ЦСКА (баскетбольний клуб, Москва)
ЦСКА — російський баскетбольний клуб. Найтитулованіший російський баскетбольний клуб. Другий (разом з афінським «Панатінаїкосом») за кількістю трофеїв в Європі після мадридського «Реала».
Баскетбольний клуб ЦСКА веде свою історію з 1924 року. (Часто зустрічається, у тому числі і на офіційному сайті ПБК, інформація про те, що в 1924 році «в Центральному будинку Червоної Армії (ЦДКА) була створена секція баскетболу» і команда одразу отримала найменування ЦДКА, з огляду на це, не відповідає дійсності, оскільки Центральний Будинок Червоної Армії був відкритий тільки у 1928 році). З 1928 — ЦДКА. У 1945 році став чемпіоном СРСР, в 1946 і 1947 роках «армійці» стають призерами чемпіонату, завоювавши відповідно 2-ге та 3-є місце в першості Радянського Союзу.
З сезону 2013/14 року чемпіон Росії визначається в турнірі Единої ліги ВТБ.

## Трофеї і титули
Володар Кубка Європейських чемпіонів/Євроліги (8): 1961, 1963, 1969, 1971, 2006, 2008, 2016, 2019
Чемпіон Росії (25): 1992, 1993, 1994, 1995, 1996, 1997, 1998, 1999, 2000, 2003, 2004, 2005, 2006, 2007, 2008, 2009, 2010, 2011, 2012, 2013, 2014, 2015, 2016, 2017, 2018
Володар Кубка Росії (4): 2005, 2006, 2007, 2010
Чемпіон СРСР (24): 1945, 1960, 1961, 1962, 1964, 1965, 1966, 1969, 1970, 1971, 1972, 1973, 1974, 1976, 1977, 1978, 1979, 1980, 1981, 1982, 1983, 1984, 1988, 1990
Володар Кубка СРСР (3): 1972, 1973, 1982
Чемпіон NEBL: 2000
Володар Кубка Кондрашина і Бєлова (6): 2003, 2004, 2005, 2006, 2008, 2010
Володар Кубка імені Олександра Гомельського (2): 2010, 2011
Володар Єдиної ліги ВТБ (11): 2008 (Промо-кубок), 2009/10, 2011/12, 2012/13, 2113/14, 2014/15, 2015/16, 2016/17, 2017/2018, 2018/19, 2020/21.

## Відомі гравці
- Мілош Теодосич
- Ненад Крстич
- Олексій Швед
- Віктор Хряпа